# 奥尔马什菲齐特
奥尔马什菲齐特，是匈牙利科马罗姆-埃斯泰尔戈姆州所辖的一个村。总面积8.19平方公里，总人口2259，人口密度275.8人/平方公里（2011年1月1日）。